# Ulricehamns OK
Ulricehamns OK, Ulricehamns Orienteringsklubb bildades 4 januari 1955, och är en av Sveriges mest framgångsrika orienteringsklubbar på damsidan.[källa behövs] För Ulricehamns OK tävlade bland andra världsmästarinnorna Jenny Johansson (egen produkt) och Simone Niggli-Luder som bytte till OK Tisaren 2011.

### Fotnoter
1. ↑  ”Ulricehamns tidning” (på svenska). Jenny Johansson lämnar Ulricehamns OK. 25 november 2010. http://www.ut.se/sport/jenny-johansson-lamnar-ulricehamns-ok/. Läst 27 oktober 2017.